# Gluta
Gluta  es un género de plantas con 40 especies,  perteneciente a la familia de las anacardiáceas.

## Taxonomía
El género fue descrito por Carlos Linneo y publicado en Mantissa Plantarum 2: 293. 1771.  La especie tipo es: Gluta benghas

## Especies
- Gluta aptera (King) Ding Hou
- Gluta beccarii (Engl.) Ding Hou
- Gluta cambodiana Pierre
- Gluta capituliflora Ding Hou
- Gluta celebica Kosterm.
- Gluta compacta Evrard
- Gluta curtisii (Oliv.) Ding Hou
- Gluta elegans (Wall.) Kurz
- Gluta glabra (Wall.) Ding Hou
- Gluta gracilis Evrard
- Gluta laccifera (Pierre) Ding Hou
- Gluta lanceolata Ridl.
- Gluta laxiflora Ridl.
- Gluta longipetiolata Kurz
- Gluta macrocarpa (Engl.) Ding Hou
- Gluta malayana (Corner) Ding Hou
- Gluta megalocarpa (Evrard) Tardieu
- Gluta oba (Merr.) Ding Hou
- Gluta obovata Craib
- Gluta papuana Ding Hou
- Gluta pubescens (Ridl.) Ding Hou
- Gluta renghas L.
- Gluta rostrata Ding Hou
- Gluta rugulosa Ding Hou
- Gluta sabahana Ding Hou
- Gluta speciosa (Ridl.) Ding Hou
- Gluta tavoyana Hook.f.
- Gluta torquata (King) Tardieu
- Gluta tourtour Marchand
- Gluta travancorica Bedd.
- Gluta usitata (Wall.) Ding Hou
- Gluta velutina Blume
- Gluta wallichii (Hook.f.) Ding Hou
- Gluta wrayi King